# 아리아 크레센도
아리아 크레센도(Aria Crescendo, 1983년 9월 12일 ~ )는 프랑스의 싱어송라이터이다. 걸그룹 파라다이소 걸스의 멤버였다.